# Mesoleius sobicola
Mesoleius sobicola là một loài tò vò trong họ Ichneumonidae.